# Nature's Half Acre
Nature's Half Acre é um documentário em curta-metragem estadunidense de 1951 dirigido por James Algar e escrito por Winston Hibler e Ted Sears. 
Venceu o Oscar de melhor curta-metragem em live-action: 2 bobinas na edição de 1952. No ano anterior, conquistara o Leão de Prata no Festival de Veneza, como melhor documentário.